# روبرت ميليكان

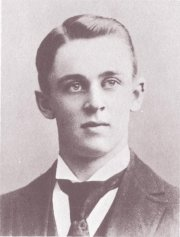
ميليكان في عام 1891

روبرت أندرو ميليكان (Robert Andrews Millikan) (مواليد 22 مارس، 1868 - 19 ديسمبر، 1953) كان عالم فيزياء تجريبية أمريكي. حصل على جائزة نوبل في الفيزياء عام 1923 عن أعماله قياس شحنة الإلكترون وأعماله في المفعول الكهروضوئي.

## روابط خارجية
- روبرت ميليكان على موقع الموسوعة البريطانية (الإنجليزية)
- روبرت ميليكان على موقع الموسوعة البريطانية (الإنجليزية)
- روبرت ميليكان على موقع مونزينجر (الألمانية)
- روبرت ميليكان على موقع قاعدة بيانات برودواي على الإنترنت (الإنجليزية)
- روبرت ميليكان على موقع إن إن دي بي (الإنجليزية)